# Always Be My Maybe
Always Be My Maybe é um filme de comédia romântica americana de 2019 é um Filme original Netflix dirigido por Nahnatchka Khan, estrelado por Ali Wong e Randall Park. O filme foi lançado em alguns cinemas em 29 de maio de 2019 e em 31 de maio de 2019, na Netflix.

## Enredo
Sasha e Marcus são dois amigos de infância que crescem ao lado um do outro em São Francisco. Como os pais de Sasha regularmente a deixam em casa sozinhas enquanto cuidam de sua loja, os pais de Marcus costumam convidá-la para jantar, onde ela gosta muito da comida caseira de sua mãe. Eventualmente Sasha e Marcus formam uma amizade próxima que continua na adolescência, mas isso é quebrado quando Sasha dorme com Marcus para tentar consolá-lo depois que sua mãe morre em um acidente. Uma cunha é conduzida entre os dois quando eles discutem logo depois e eles eventualmente se separam.

## Elenco
- Ali Wong como Sasha
  - Miya Cech como Sasha aos 12 anos
  - Ashley Liao como Sasha aos 15 anos
- Randall Park como Marcus
  - Emerson Min como Marcus aos 12 anos
  - Jackson Geach como Marcus aos 15 anos
- James Saito como Harry
- Michelle Buteau como Veronica
  - Anaiyah Bernier como Veronica aos 15 anos
- Vivian Bang como Jenny
- Keanu Reeves como Si mesmo
- Susan Park como Judy
- Daniel Dae Kim como Brandon
- Karan Soni como Tony
- Charlyne Yi como Gengibre
- Letras de Nascido como Quasar
- Casey Wilson como Chloe
- Raymond Ma como Quoc Tran
- Peggy Lu como Sandy Tran
- Peter New como Goat Guy

## Produção
Em agosto de 2017, foi anunciado que a Netflix havia criado um filme sem título escrito por Ali Wong, Randall Park e Michael Golamco, com os dois primeiros sets a figurar no filme. Em março de 2018, foi anunciado que o filme sem título seria dirigido por Nahnatchka Khan em sua estréia na direção, com a fotografia principal marcada para começar em Vancouver e San Francisco em maio de 2018. Em maio de 2018, Keanu Reeves, Daniel Dae Kim, Michelle Buteau, Vivian Bang, Karan Soni, Charlyne Yi, James Saito, Born Lyrics, e Susan Park se juntaram ao elenco do filme, que foi intitulado Always Be My Maybe . A fotografia principal começou em 30 de maio de 2018, em Vancouver . Filmagens adicionais aconteceram em San Francisco de 15 a 26 de julho de 2018.

## Lançamento
Always Be My Maybe foi lançado em 29 de maio de 2019, em alguns cinemas e em 31 de maio de 2019, na Netflix. O título do filme é um play-on-words do título da música " Always Be My Baby " de Mariah Carey .